# Abdallah ibn al-Muizz
Abdallah ibn al-Muizz (arabisch عبد الله بن المعز, DMG ʿAbd Allāh ibn al-Muʿizz; † 8. Februar 975 in Kairo) war ein Prinz (amīr) der arabischen Dynastie der Fatimiden, der zweite von vier Söhnen des Kalifen al-Muizz und dessen designierter Nachfolger als Kalif und Imam der Schia der Ismailiten.
Prinz Abdallah wurde um das Jahr 971 von seinem Vater als Thronfolger designiert, während der Vorbereitungsarbeiten für den Umzug des Kalifenhofes vom afrikanischen al-Mansuriya in das ägyptische al-Qahira (Kairo). Die Designation ist zuerst nur inoffiziell gegenüber einigen Vertrauten des Kalifen ausgesprochen worden, doch wurde sie durch einen faux pas des Palastverwalters Dschaudhar al-Ustadh publik gemacht, als dieser während einer Begrüßung der Prinzen gegenüber Abdallah als dem zukünftigen Imam-Kalifen vorauseilend die Proskynese vollzog. Vor dem ersten Freitagsgebet nach dem Einzug in Kairo am 13. Juni 973 wurde die Designation offiziell verlesen. In dieser Thronfolgeregelung ist der älteste Sohn Prinz Tamim übergangen worden, aber eine wie auch immer geartete Form der Primogenitur existierte ohnehin nicht.
Im Frühjahr 974 konnte sich Abdallah als Feldherr beweisen, als er das in Ägypten eingefallene Heer der mit den Ismailiten verfeindeten Schwestersekte der Qarmaten nördlich von Kairo vernichtend schlug und deren Feldlager erbeutete, wofür er am 26. Mai 974 mit einem Triumphzug in Kairo geehrt wurde. Nicht weniger als ein Jahr darauf ist er nach einer Krankheit am 8. Februar 975 verstorben. Abdallah hinterließ einen Sohn, doch beim Tod des Kalifen im Dezember desselben Jahres wurde nicht diesem, sondern dem dritten Prinz Nizar als neuem Thronfolger gehuldigt, der dann auch als al-Aziz die Kalifenwürde übernehmen konnte. Ob dieser zuvor die Designation des Vaters erhalten hatte bleibt unbekannt.
Abdallah war der letzte Fatimiden-Prinz, der mit einem militärischen Kommando, bzw. mit irgendeiner Funktion im Staatswesen betraut wurde. Nach ihm wurden alle anderen Prinzen von der Staatsführung und dem Militär ferngehalten um mögliche Nachfolgestreitigkeiten zu unterbinden. Bis zum Ende der Dynastie 1171 fristeten die Prinzen ein Dasein als Gefangene im goldenen Käfig in einem eigenen Viertel der Palaststadt Kairo, die ohne die ausdrückliche Erlaubnis des regierenden Kalifen, oder seines Wesirs nicht einmal die Stadt verlassen durften.
Der Sohn des Prinz Abdallah, dessen eigener Name unbekannt bleibt, soll nach dem Tod des al-Aziz im Jahr 996 mit seiner Cousine Sitt al-Mulk eine Verschwörung zur Usurpation des Thrones gegen den jungen al-Hakim geplant haben, die aber vom Eunuch Bardschawan rechtzeitig aufgedeckt wurde. Der Sohn ist darauf in einem Kerker verschwunden. Weiterhin hatte Abdallah noch eine Tochter namens Amina, deren Beiname Ruqya („Zauber“) lautete. Sie wurde eine Konkubine oder Nebenfrau ihres Cousins Kalif al-Hakim und die Mutter des Kalifen az-Zahir.